# 亨利·博纳富瓦
亨利·博纳富瓦（法語：Henri Bonnefoy，1887年10月17日—1914年8月9日），法国男子射击运动员。他曾代表法国参加1908年夏季奥林匹克运动会射击比赛，获得男子团体小口径步枪铜牌。